# Baie de Recques
Pour les articles homonymes, voir Recques.
La baie de Recques est une baie du nord-ouest de la Grande Terre, principale île de l'archipel des Kerguelen des Terres australes et antarctiques françaises dans l'océan Indien. La baie est reconnue et cartographiée dès la découverte de l'archipel à la fin du XVIIIe siècle par le chevalier de Kerguelen puis le capitaine Cook

## Géographie

### Caractéristiques
Orientée dans un axe sud-ouest à nord-est, la baie de Recques sépare la presqu'île Rochegude (au nord) de la presqu'île Cumberland (au sud) au nord de la péninsule Loranchet. La baie possède trois bras annexes que sont du nord au sud :
- Anse du Jardin (au niveau de la pointe Cristal)
- Anse de l'Excursion
- Port Edmond Perrier

Son ouverture sur l'océan Indien est délimitée au nord par la pointe d'Anières (presqu'île Rochegude) et au sud par la pointe Pringle (presqu'île Cumberland). Elle fait face à l'îlot Guérite (à 800 m) et aux îles Davis (à 4,3 km). Large d'environ 2 à 2,5 km en moyenne, elle pénètre profondément dans la péninsule Loranchet sur plus de 20 km (et même 25 km si la longueur de port Edmond Perrier, qui est son prolongement naturel, lui est ajoutée).
Un mouillage existe au fond de la baie, à l'entrée du bras port Edmond Perrier.
La baie de Recques est dominée au nord par le mont de la Selle (598 m) et au sud par le mont des Névés (510 m), tous deux situés quasiment en son fond.

### Toponymie
Le navigateur Yves de Kerguelen nomme la baie de Recques à l'issue de sa découverte de l'archipel lors de ses voyages de 1772 et 1774. Cette dénomination figure pour la première fois sur la carte n°4 des États-Majors de 1774 qu'il établi. Il rend ainsi hommage au village de Recques (entre Dunkerque et Calais) où son beau-père, Jean de Bonte, possède le château de Cocove. Ce dernier est seigneur de Recques ainsi que bourgmestre de Dunkerque.
Quand James Cook aborde les Kerguelen en 1776, il lui attribue le nom de Cumberland Bay sur la carte qu'il dresse alors. Il honore ainsi le duc de Cumberland, Henri Frederick, frère du roi d'Angleterre Georges III. Cette appellation supplante celle donnée par le chevalier de Kerguelen y compris sur les cartes marines françaises et ce jusqu'en 1913. Le terme de Cumberland est actuellement reporté sur la péninsule qui borde au sud-est la baie,.